# 克莱尔·博韦
克莱尔·博韦（法語：Claire Bové，1998年6月3日—），法国女子赛艇运动员，2020年夏季奥林匹克运动会女子轻量级双人双桨银牌得主、2023年欧洲赛艇锦标赛女子轻量级双人双桨铜牌得主。